# 26090 Monrovia
26090 Monrovia este o planetă minoră (asteroid) din centura de asteroizi. A fost descoperită pe 1 august 1986 la Observatorul Palomar de Marian Rudnyk⁠(d). 
Obiectul prezintă o orbită caracterizată de o semiaxă mare de 2,4035416 UAi, o excentricitate de 0,2, o înclinație de 1,97283 ° în raport cu ecliptica.